# Grethe Grünberg
Grethe Grünberg (* 17. Dezember 1988 in Tallinn, Estnische SSR, Sowjetunion) ist eine ehemalige estnische Eistänzerin. Sie startete zusammen mit ihrem Partner Kristian Rand bis zum Ende ihrer Karriere 2008 für den FSC Jääkild Tallinn.

## Sportliche Erfolge
Grünberg und Rand werden unter anderem von Kristian Rands Mutter Lea Rand trainiert. 
2001 und 2002 belegten Grünberg und Rand den fünften Platz bei den estnischen Meisterschaften. 2003 und 2004 konnten sie die Silbermedaille auf nationaler Ebene ertanzen. Seit 2003 starten sie bei internationalen Junioren-Wettkämpfen. Bei ihrem ersten Auftritt bei Juniorenweltmeisterschaften belegten sie 2004 den 18. Platz. 
2005 gewannen sie zum ersten Mal die nationalen Meisterschaften im Eistanz. 2006 und 2007 konnten sie den Erfolg wiederholen. Ihren ersten Podestplatz bei einem internationalen Wettkampf erreichten Grünberg und Rand beim Junioren Grand Prix in ihrer Heimatstadt Tallinn. Dort belegten sie den dritten Rang. Ihre größten Erfolge konnten sie 2007 erreichen. Grünberg und Rand siegten beim Junioren Grand Prix in Oslo und gewannen bei den Juniorenweltmeisterschaften in Oberstdorf die Silbermedaille hinter dem russischen Paar Jekaterina Bobrowa und Dmitri Solowjow. Durch den Gewinn der Silbermedaille sind Grünberg und Rand die ersten estnischen Eiskunstläufer, die bei internationalen Meisterschaften eine Medaille erkämpfen konnten. Bei den Weltmeisterschaften der Senioren belegten sie den 19. Platz und bei den Europameisterschaften den 15. Platz.
Nachdem Grünberg/Rand schon während der Saison 2007/08 aufgrund einer Fußverletzung von Grünberg an keinen Wettkampf teilnehmen konnten, beendete Grünberg 2008 ihre Karriere.